# Мазеро (Маса-Карара)
Мазеро је насеље у Италији у округу Маса-Карара, региону Тоскана.
Према процени из 2011. у насељу је живело 604 становника. Насеље се налази на надморској висини од 73 м.